# Libuv
libuv（Unicorn Velociraptor—独角伶盗龙）库是多平台C库，提供对基于事件循环的异步I/O的支持。它支持epoll(4)、kqueue(2)、Windows的IOCP和Solaris的事件端口。它主要设计用于Node.js，但也可用于其他软件项目，例如Lua的Luvit、Julia和Python的uvloop。它最初是libev或Microsoft IOCP上的抽象，libev只支持Unix系统而不支持Windows上的IOCP，在node-v0.9.0的libuv版本中去除了对libev的依赖。

## 特征
下述特征取自代码仓库介绍：
- 全特征事件循环以epoll、kqueue、IOCP、事件端口为后端
- 异步TCP和UDP套接字
- 异步DNS解析
- 异步文件和文件系统操作
- 文件系统事件
- ANSI转义序列控制的TTY
- IPC经由套接字共享，使用Unix域套接字或命名管道（Windows）
- 子进程
- 线程池
- 信号处理
- 高解析度时钟
- 线程和同步原语（primitive）

## 引用
1. ↑  .   [2025年1月16日] （英語）.
2. 1 2  . GitHub.   [30 June 2016]. （原始内容存档于2021-01-19）.
3. ↑  . docs.libuv.org.   [2017-07-24]. （原始内容存档于2020-11-26） （英语）.
4. ↑  .   [2023-03-25]. （原始内容存档于2023-05-17）.
5. ↑  .   [2023-03-25]. （原始内容存档于2023-05-25）.
6. ↑  .   [2019-05-28]. （原始内容存档于2018-03-12）.